# Murina suilla
Murina suilla (Temminck, 1840) è un pipistrello della famiglia dei Vespertilionidi diffuso nell'Ecozona orientale.

## Descrizione

### Dimensioni
Pipistrello di piccole dimensioni, con la lunghezza totale tra 68 e 80 mm, la lunghezza dell'avambraccio tra 27 e 33 mm, la lunghezza della coda tra 26 e 35 mm, la lunghezza del piede tra 8 e 10 mm, la lunghezza delle orecchie tra 12,5 e 16 mm e un peso fino a 6 g.

### Aspetto
La pelliccia è lunga e si estende sulle ali fino all'altezza dei gomiti e delle ginocchia. Le parti dorsali sono bruno-grigiastre chiare con la punta dei peli marrone scura, mentre le parti ventrali sono bruno-grigiastre chiare. Il muso è stretto, allungato, con le narici protuberanti e tubulari. Gli occhi sono molto piccoli. Le orecchie sono arrotondate, ben separate tra loro e con una vistosa rientranza a circa metà del bordo posteriore. Il trago è lungo, affusolato, leggermente piegato in avanti e con una piccola protuberanza alla base del margine posteriore, immediatamente seguita da un piccolo incavo. Le ali sono attaccate posteriormente alla base dell'artiglio dell'alluce. I piedi sono piccoli e ricoperti di peli. La punta della lunga coda si estende leggermente oltre l'ampio uropatagio, il quale è densamente ricoperto di peli alla base. Il calcar è lungo.

### Ecolocazione
Emette ultrasuoni ad alto ciclo di lavoro sotto forma di impulsi di breve durata a frequenza modulata iniziale di 143,2–180 kHz, finale di 33,6-73,6 kHz e massima energia a 44,8-127,2 kHz

## Biologia

### Alimentazione
Si nutre di insetti.

## Distribuzione e habitat
Questa specie è diffusa nella Thailandia peninsulare, Penisola malese, Sumatra, Giava, Borneo e Nias.
Vive nelle foreste pluviali e di dipterocarpi fino a 1.540 metri di altitudine. Sembra tollerare gli ambienti disturbati come piantagioni di banane.

## Tassonomia
Sono state riconosciute 2 sottospecie:
- M.s.suilla: Thailandia peninsulare, Penisola malese, Sumatra, Giava, Borneo e isole di Malawali e Molleangen, nella parte settentrionale dell'isola;
- M.s.canescens (Thomas, 1923): isola di Nias.

## Conservazione
La IUCN Red List, considerato che si tratta di una specie ampiamente diffusa e comune, sebbene possa essere in declino in alcune parti del suo areale, classifica M.suilla come specie a rischio minimo (Least Concern)).